# 山中孝真
山中 孝真（やまなか たかまさ、1973年7月19日 - ）は、日本の作曲家、編曲家、音楽プロデューサー。歌手（元芸名：鏡五郎の息子）。東京都出身。中央大学文学部卒業。

## 来歴・人物
演歌歌手鏡五郎の長男として出生。15歳の1988年に『鴻上尚史のオールナイトニッポン』で、当時のいわゆる「二世ブーム」のパロディとして「Jr.からの手紙」というネタコーナーが放送されていた際、パーソナリティの鴻上尚史が「売れない演歌歌手のJr.」のつらさを（半分冗談で）発したのを聴いてハガキを投稿し、鴻上に紹介されて以降、番組に定期的に電話出演するなど、孝真は同コーナーの名物的な存在となった。
この結果、翌1989年にキングレコードからCDデビューを果たすことになり、鴻上より「鏡五郎の息子」の芸名を命名される（題名は「Jr.からの手紙」。オリコンシングルチャート最高73位）。また、父親の鏡五郎も何度となく同番組にゲスト出演するようになり（ちなみに番組中では「鏡五郎の息子の親父」という呼ばれ方をすることが多かった）、当時10～20代が大半を占めていた『鴻上～』のリスナーの間で父・鏡五郎の知名度も大きく上昇した。デビュー曲の「Jr.からの手紙」は、鏡五郎の「おしどり人生」とオリコンシングルチャートに同時チャートインし、北島三郎と1st BLOOD以来、オリコン史上2回目の「親子同時チャートイン」を記録したものの「鏡五郎の息子」としての歌手活動はこの「Jr.からの手紙」一曲で終わる。
その後、大学在学中に作曲活動を開始し、1996年、池上ゆりか「DJ in Time/DA.I.SU.KI」（トーラスレコード）にて作曲家デビュー。以来、企業PV、Webコンテンツの楽曲制作を中心に、ポップス、ロックから歌謡曲、演歌まで幅広い分野の作曲を手がけている。2011年には、初めて、父・鏡五郎の作品を作曲した。
作曲業の傍ら、杉並区西荻北のけやきの大木の保全運動の発起人としても活躍。2010年に「坂の上のけやき公園」として結実した。2014年4月には、「鏡五郎の息子」時代の楽曲が配信という形式で再リリースされた。
2024年3月、配信にて35年ぶりに自らの歌唱で新曲「宇宙から見たなら」（作詞：さんご、作曲・編曲）をリリース、歌手活動を再開した。

## 作品
- 池上ゆりか 「DJ in Time(True Sky)」「DA.I.SU.KI」（作曲）
- 神園さやか
  - ミニアルバム『フラワーフェスティバル』（ひろしまフラワーフェスティバル公式ソング）プロデュース。「青春は輝いて」（作曲・編曲）「花ぐるま☆21」（編曲）
- 鏡五郎 「夢歌舞伎」 (作曲 2011年)　「黒髪しぐれ」（作曲 2013年）
- SAYURI
  - アルバム『Promise』プロデュース。「Bluesky 〜明日は翔べるさ〜」「Promise 〜時の方舟〜」「夏の風」「カガミノムコウ」「うろこ雲」「祈り」「Sunny Day」「僕だけの愛」「Rain Dance」（作曲・編曲）

他